# Lankascincus
Lankascincus is een geslacht van hagedissen uit de familie skinken (Scincidae).

## Naam en indeling
De wetenschappelijke naam van de groep werd voor het eerst voorgesteld door Allen Eddy Greer in 1991. Hij splitste de soorten af van de bosskinken uit het geslacht Sphenomorphus op basis van hun kenmerken. Greer beschreef zelf verschillende vertegenwoordigers van de groep. In 2007 werd door de Sri Lankaanse herpetologen Sudesh Batuwita en Rohan Pethiyagoda de soort Lankascincus greeri beschreven. De soortaanduiding greeri is een eerbetoon aan Greer voor zijn vele werk aan met name de taxonomie van de skinken.
Er zijn tien soorten, waarvan er drie voor het eerst in 2007 werden beschreven. In sommige bronnen wordt daarom een lager soortenaantal vermeld. Een aantal soorten behoorde eerder tot de geslachten Eumeces, Lygosoma en Sphenomorphus.

## Uiterlijke kenmerken
De skinken hebben een langwerpig lichaam met een lange staart die 1,5 tot twee keer zo lang is als het lichaam. De kop is relatief kort, de snuitpunt is spits. De poten zijn klein maar goed ontwikkeld, de poten hebben vijf vingers en tenen.

## Verspreiding en habitat
Alle soorten komen voor in delen van zuidelijk Azië en leven endemisch in Sri Lanka.
De habitat bestaat uit vochtige bergbossen, tropische regenwouden en gemengde bossen. De dieren worden zowel in laaglanden langs de kust als in bergstreken aangetroffen. De hagedissen leven in de strooisellaag of onder stenen en houtblokken in vochtige omgevingen. De vrouwtjes zijn eierleggend en zetten per legsel in de regel twee eieren af die ze verbergen op de bodem.
Door de internationale natuurbeschermingsorganisatie IUCN is aan twee soorten een beschermingsstatus toegewezen. De soort Lankascincus taprobanensis wordt beschouwd als 'gevoelig' (Near Threatened of NT) en Lankascincus deignani staat te boek als 'bedreigd' (Endangered of EN).

## Soorten
Het geslacht omvat de volgende soorten, met de auteur en het verspreidingsgebied.
| Naam                                           | Auteur                                                     | Verspreidingsgebied |
| ---------------------------------------------- | ---------------------------------------------------------- | ------------------- |
| Lankascincus deignani                          | Taylor, 1950                                               | Sri Lanka           |
| Lankascincus deraniyagalae                     | Greer, 1991                                                | Sri Lanka           |
| Lankascincus dorsicatenatus                    | Deraniyagala, 1953                                         | Sri Lanka           |
| Lankascincus fallax                            | Peters, 1860                                               | Sri Lanka           |
| Lankascincus gansi                             | Greer, 1991                                                | Sri Lanka           |
| Lankascincus greeri                            | Batuwita & Pethiyagoda, 2007                               | Sri Lanka           |
| Lankascincus munindradasai                     | Mendis Wickramasinghe, Rodrigo, Dayawansa & Jayantha, 2007 | Sri Lanka           |
| Lankascincus sripadensis                       | Mendis Wickramasinghe, Rodrigo, Dayawansa & Jayantha, 2007 | Sri Lanka           |
| Ceylonese boskink (Lankascincus taprobanensis) | Kelaart, 1854                                              | Sri Lanka           |
| Lankascincus taylori                           | Greer, 1991                                                | Sri Lanka           |